# Crew United
Crew United est une base de données en ligne européenne de films et autres réalisations audiovisuelles, ainsi que de professionnels de ce secteur, originaire d’Allemagne.
Son fonctionnement repose sur un mode semi-collaboratif. Les données des fiches de films sont principalement rentrées par les utilisateurs inscrits, lorsque le film est lié à leur propre filmographie, et sont contrôlées, et éventuellement complétées, par une équipe éditoriale.
Le site est utilisé comme source d'information sur les productions audiovisuelles tout comme dans le recrutement de personnel de tournage et de postproduction, en particulier dans le monde germanophone dont il est issu.
Une version française a été lancée en novembre 2019, à destination des professionnels francophones.
Tous les types de projets filmiques sont représentés : longs-métrages, courts-métrages, téléfilms, documentaires, séries, documentaires, publicités, films d'entreprise ou institutionnels, vidéo-clips, etc.
En octobre 2018, le site compte environ 33 000 membres, et d’une manière générale, des informations sur 294 000 comédiens et techniciens, 49 000 sociétés et 180 000 films de toute nature.

## Sources
1. ↑  (de) Carsten Wirth: Reflexive Arbeitskräftewirtschaft: Strukturation, Projektnetzwerke und TV-Content-Produktion. Rainer Hampp Verlag, München 2010,  (ISBN 978-3-86618-440-4), S. 75, 80 f.; Reflexive Arbeitskräftewirtschaft sur Google Livres
2. ↑  « Crew United France, en ligne depuis peu et bientôt au Micro Salon 2020 », sur le site de l'Association française des directeurs de la photographie cinématographique (consulté le 17 mars 2021)
3. ↑  (de) « Über uns (about us) », sur Crew United, octobre 2018 (consulté le 14 novembre 2018)